# Oblast Batıs Qazaqstan
Oblast Batıs Qazaqstan (Kazachs: Батыс Қазақстан облысы, Batıs Qazaqstan oblısı; Russisch: Западно-Казахстанская область, Sapadno-Kazachstanskaja oblast) is een deelgebied van Kazachstan met 630.000 inwoners. De naam Batıs Qazaqstan betekent West-Kazachstan. De hoofdstad Oral (ook bekend onder de Russische naam Uralsk) heeft 284 000 inwoners. De oblast grenst in het noorden en westen aan Rusland (oblasten Orenburg, Samara, Volgograd en Astrachan) en ligt aan het Oeralgebergte. De rivier Oeral stroomt door de oblast van de Russische grens zuidwaarts via de naburige provincie Atyraū (Атырау) naar de Kaspische Zee. De oblast Batıs Qazaqstan ligt helemaal in het noordwesten van Kazachstan, deels in Europa en deels in Azië.
De oblast is administratief-territoriaal ingedeeld in 13 eenheden: 12 districten (ауданы) en 1 - met district gelijkgestelde - stad (Қ.Ә.).